# Karl Eisner
Karl Christian Eisner, auch Carl Eisner bzw. Eißner, (* 19. Juni 1802 in Pulsnitz; † 23. Januar 1874 in Dresden) war ein deutscher Musiker (Horn) und Komponist.

## Werdegang
Karl Eisner erhielt als Kind Klavierunterricht vom städtischen Organisten in Pulsnitz. Sein älterer Bruder gab ihm zusätzlich Violinunterricht. Ab 1815 nahm der junge Eisner Musikunterricht in Dresden bei Gottfried Krebs, dem Leiter der Dresdner Stadtkapelle. Nach dem Tod von Krebs rückte 1816 Johann Gottlieb Zillmann an die Stelle des Stadtkapellmeisters und war ab sofort Karl Eisners Lehrer.
Bei Zillmann lernte Eisner bis zu seiner Berufung als Musiker an das Kaiserliche Theater St. Petersburg im Jahr 1821. Er war dort zunächst bis 1836 engagiert, spielte je nach Bedarf Tenorposaune, Trompete, Waldhorn oder Violine. Neben dem Waldhorn beherrschte der Virtuose auch das zu dieser Zeit neu aufkommende Ventilhorn. Mit der Ernennung zum Kaiserlichen Kammermusiker stand ihm schließlich eine Pension zu, welche es ihm ermöglichte, nach Sachsen zurückzugehen und einige Konzertgastspiele zu geben. Im Jahr 1832 hatte Karl Eisner die mit ihrem Stiefvater und Opernsänger Franz Siebert in St. Petersburg weilende Sängerin Klara Siebert geheiratet.
Mit Klara gab er am 10. Januar 1834 einen Konzertauftritt in Riga. Weitere Konzerte bekamen Musikbegeisterte in Wien, Prag und Budapest zu hören. Ab 1836 übernahm Eisner die Stelle des ersten Hornisten in der Sächsischen Hofkapelle in Dresden, die er bis 1844 innehatte. Im selben Jahr folgte er erneut dem Ruf nach St. Petersburg, als Hornist am Kaiserlich-Italienischen Theater St. Petersburg. Nach diesem Engagement kehrte er 1849 nach Dresden zurück, wo er zum Außerordentlichen Kammermusiker sowie 1854 zum Wirklichen Kammermusiker und 1. Hornisten der Königlichen Kapelle Dresden ernannt wurde. Diese Position nahm er bis zu seiner Pensionierung am 1. August 1871 ein. Carl Eisner war der erste Lehrer für Horn am 1856 gegründeten Konservatorium der Musik in Dresden. Außerdem wurde er bekannt durch seine Kompositionen u. a. für Horn und Klavier wie zum Beispiel „Szene und Arie für das chromatische Horn“ und „Variation für das einfache Waldhorn“.
Karl Eisner verstarb 1874 in Dresden. Als letzte Wohnadresse ist die Wachsbleichgasse (heute Wachsbleichstraße) 6 in Dresden bekannt.